# The Cannonball Adderley Sextet in New York
The Cannonball Adderley Sextet in New York è il terzo album live di Julian Cannonball Adderley, pubblicato nel 1962 dalla Riverside Records.

## Tracce
Lato A
1. Introduction by Cannonball Adderley – 1:56
2. Gemini – 11:36 (Jimmy Heath)
3. Planet Earth – 7:54 (Yusef Lateef)

Durata totale: 21:26
Lato B
1. Dizzy's Business – 6:59 (Ernie Wilkins)
2. Syn-anthesia – 7:00 (Yusef Lateef)
3. Scotch and Water – 5:52 (Joe Zawinul)
4. Cannon's Theme – 3:15 (Sam Jones)

Durata totale: 23:06

## Musicisti
The Cannonball Adderley Sextet
- Julian Cannonball Adderley - sassofono alto
- Nat Adderley - cornetta
- Yusef Lateef - sassofono tenore, flauto, oboe
- Joe Zawinul - pianoforte
- Sam Jones - contrabbasso
- Louis Hayes - batteria